# Comité Permanente de Exposiciones (Guatemala)
El Comité Permanente de Exposiciones es una entidad pública guatemalteca descentralizada con patrimonio propio, personalidad jurídica, capaz de adquirir derechos y contraer obligaciones. Este órgano se encuentra adscrito al Ministerio de Economía. Su principal objetivo es promover los productos nacionales a través de ferias nacionales e internacionales para estimular y desarrollar su comercialización, mercadeo, producción y promoción. La normativa que regula este órgano es su Ley Orgánica.